# Fußball-Club 08 Homburg/Saar 1991-1992
Questa voce raccoglie le informazioni riguardanti il Fußball-Club 08 Homburg/Saar nelle competizioni ufficiali della stagione 1991-1992.

## Stagione
Nella stagione 1991-1992 l'Homburg, allenato da Gerd Schwickert, concluse il campionato di 2. Bundesliga al 6º posto. In Coppa di Germania l'Homburg fu eliminato al terzo turno dal Kaiserslautern.

## Rosa
| N. |                        | Ruolo | Calciatore            |
| -- | ---------------------- | ----- | --------------------- |
|    | Germania (bandiera)    | P     | Hans-Jürgen Gundelach |
|    | Germania (bandiera)    | P     | Peter Laub            |
|    | Germania (bandiera)    | D     | Roland Druck          |
|    | Germania (bandiera)    | D     | Bernd Dudek           |
|    | Germania (bandiera)    | D     | Dieter Finke          |
|    | Germania (bandiera)    | D     | Werner Jakobs         |
|    | Germania (bandiera)    | D     | Steffen Korell        |
|    | Germania (bandiera)    | D     | Willi Landgraf        |
|    | Inghilterra (bandiera) | D     | Neale Marmon          |
|    | Germania (bandiera)    | D     | Patrick Schmidt       |
|    | Germania (bandiera)    | C     | Dirk Bastian          |
|    | Argentina (bandiera)   | C     | Rodolfo Cardoso       |

| N. |                     | Ruolo | Calciatore          |
| -- | ------------------- | ----- | ------------------- |
|    | Italia (bandiera)   | C     | Massimo D'Ippolito  |
|    | Germania (bandiera) | C     | Tobias Homp         |
|    | Germania (bandiera) | C     | Michael Hubner      |
|    | Germania (bandiera) | C     | Uwe Kasper          |
|    | Germania (bandiera) | C     | Michael Kimmel      |
|    | Germania (bandiera) | C     | Thorsten Lahm       |
|    | Polonia (bandiera)  | C     | Marek Wosnitza      |
|    | Germania (bandiera) | A     | Matthias Baranowski |
|    | Germania (bandiera) | A     | Bernd Gries         |
|    | Germania (bandiera) | A     | Daniel Jurgeleit    |
|    | Albania (bandiera)  | A     | Astrit Ramadani     |
|    | Germania (bandiera) | A     | Frank Sänger        |

## Organigramma societario
Area tecnica
- Allenatore: Gerd Schwickert
- Allenatore in seconda:
- Preparatore dei portieri:
- Preparatori atletici:

## Calciomercato

### Sessione estiva
| Acquisti | Acquisti            | Acquisti             | Acquisti |
| R.       | Nome                | da                   | Modalità |
| -------- | ------------------- | -------------------- | -------- |
| A        | Matthias Baranowski | Schweinfurt 05       |          |
| C        | Michael Hubner      | Rot-Weiss Essen      |          |
| D        | Werner Jakobs       | Borussia Neunkirchen |          |
| D        | Willi Landgraf      | Rot-Weiss Essen      |          |
| D        | Neale Marmon        | Colchester Utd       |          |
| A        | Astrit Ramadani     | FC Hertha Wiesbach   |          |
| D        | Patrick Schmidt     | Eintracht Treviri    |          |

| Cessioni | Cessioni            | Cessioni             | Cessioni |
| R.       | Nome                | a                    | Modalità |
| -------- | ------------------- | -------------------- | -------- |
| C        | Thomas Ziemer       | Monaco 1860          |          |
| A        | Borje Gjurev        | Genk                 |          |
| C        | Krzysztof Hetmański | Lubecca              |          |
| A        | Thomas Klein        | Türkiyemspor Berlino |          |
| A        | Sergio Maciel       | Blau-Weiß Berlin     |          |
| D        | Frank Ockert        | Weinheim             |          |
| D        | Klaus Theiss        | TeBe Berlino         |          |
| D        | Torsten Wohlert     | Waldhof Mannheim     |          |

### Sessione invernale
| Acquisti | Acquisti | Acquisti | Acquisti |
| R.       | Nome     | da       | Modalità |
| -------- | -------- | -------- | -------- |

| Cessioni | Cessioni | Cessioni | Cessioni |
| R.       | Nome     | a        | Modalità |
| -------- | -------- | -------- | -------- |

## Risultati

### 2. Bundesliga

#### Girone di andata
| Arbitro: | Heynemann |

|  |           |                                         |
|  | Marcatori | 8’ (rig.), 58’ Jurgeleit 19’ Baranowski |

| Arbitro: | Albrecht |

|            |           |  |
| Ziemer 78’ | Marcatori |  |

| Magonza 9 agosto 1991, ore 19:00 CEST 3ª giornata | Magonza | 0 – 0 referto | Homburg | Stadion am Bruchweg (4 500 spett.)\| Arbitro: \| Weise \| |
| Arbitro:                                          | Weise   |               |         |                                                           |

| Arbitro: | Stenzel |

|                                             |           |  |
| Bastian 9’ Cardoso 31’ Jurgeleit 40’ (rig.) | Marcatori |  |

| Arbitro: | Richmann |

|            |           |                      |
| Hobsch 30’ | Marcatori | 87’ (rig.) Jurgeleit |

| Arbitro: | Strigel |

|                                                  |           |                      |
| Baranowski 39’ Landgraf 79’ Kimmel 83’ Finke 87’ | Marcatori | 71’ (rig.) Akpoborie |

| Mannheim 31 agosto 1991, ore 15:00 CEST 7ª giornata | Waldhof Mannheim | 0 – 0 referto | Homburg | Stadion am Alsenweg (6 400 spett.)\| Arbitro: \| Aust \| |
| Arbitro:                                            | Aust             |               |         |                                                          |

| Homburg 6 settembre 1991, ore 19:00 CEST 8ª giornata | Homburg  | 0 – 0 referto | Carl Zeiss Jena | Waldstadion (3 000 spett.)\| Arbitro: \| Lehnardt \| |
| Arbitro:                                             | Lehnardt |               |                 |                                                      |

| Arbitro: | Weber |

|                                        |           |  |
| Pingel 11’ Motzke 39’ Koutsoliakos 45’ | Marcatori |  |

| Arbitro: | Brückner |

|                      |           |                                   |
| Jurgeleit 35’ (rig.) | Marcatori | 25’ Heidrich 70’ Seifert 87’ Boer |

| Arbitro: | Jansen |

|  |           |             |
|  | Marcatori | 78’ Cardoso |

#### Girone di ritorno
| Arbitro: | Jansen |

|            |           |                    |
| Hubner 89’ | Marcatori | 59’ Weiß 63’ Simon |

| Arbitro: | Werthmann |

|                                    |           |                              |
| Schmidt 43’ Gottlöber 54’ Heun 78’ | Marcatori | 58’ Jurgeleit 63’, 75’ Gries |

| Arbitro: | Rubel |

|                         |           |                 |
| Gries 18’ Jurgeleit 48’ | Marcatori | 68’ Hönnscheidt |

| Friburgo in Brisgovia 26 ottobre 1991, ore 15:00 CET 15ª giornata | Friburgo   | 0 – 0 referto | Homburg | Dreisamstadion (7 000 spett.)\| Arbitro: \| Wippermann \| |
| Arbitro:                                                          | Wippermann |               |         |                                                           |

| Arbitro: | Birlenbach |

|                                                   |           |                  |
| Jurgeleit 53’ Marmon 56’ Gries 79’ Baranowski 87’ | Marcatori | 43’ Hammermüller |

| Arbitro: | Krug |

|                       |           |  |
| Eichmann 52’ Hach 82’ | Marcatori |  |

| Arbitro: | Jansen |

|                      |           |                      |
| Gries 50’ Hubner 76’ | Marcatori | 2’ Wolff 74’ Dittmer |

| Arbitro: | Bußhardt |

|                                     |           |               |
| Fankhänel 6’ Raab 33’ Schreiber 63’ | Marcatori | 36’ Jurgeleit |

| Homburg 1º dicembre 1991, ore 15:00 CET 20ª giornata | Homburg | 0 – 0 referto | Monaco 1860 | Waldstadion (3 500 spett.)\| Arbitro: \| Föckler \| |
| Arbitro:                                             | Föckler |               |             |                                                     |

| Chemnitz 8 dicembre 1991, ore 15:00 CET 21ª giornata | Chemnitz | 0 – 0 referto | Homburg | Sportforum Chemnitz (3 000 spett.)\| Arbitro: \| Leimert \| |
| Arbitro:                                             | Leimert  |               |         |                                                             |

| Homburg 15 dicembre 1991, ore 15:00 CET 22ª giornata | Homburg    | 0 – 0 referto | Hallescher | Waldstadion (1 500 spett.)\| Arbitro: \| Wippermann \| |
| Arbitro:                                             | Wippermann |               |            |                                                        |

### 2. Bundesliga

#### Girone di andata
| Arbitro: | Werthmann |

|                                             |           |           |
| Wentzel 30’ Szangolies 77’ (rig.) Weber 90’ | Marcatori | 70’ Gries |

| Arbitro: | Werthmann |

|  |           |            |
|  | Marcatori | 58’ Köhler |

| Arbitro: | Amerell |

|                               |           |  |
| Kostner 6’ (rig.) Krätzer 73’ | Marcatori |  |

| Arbitro: | Habermann |

|  |           |                      |
|  | Marcatori | 69’ Lust 89’ Hecking |

| Arbitro: | Domurat |

|                  |           |                            |
| Braun 44’ (rig.) | Marcatori | 25’ Marmon 27’, 87’ Hubner |

| Arbitro: | Blüthgen |

|                          |           |                         |
| Cardoso 5’ Jurgeleit 63’ | Marcatori | 53’ Wentzel 84’ Löhnert |

| Arbitro: | Haupt |

|              |           |  |
| Heidrich 42’ | Marcatori |  |

| Arbitro: | Albrecht |

|                                                    |           |  |
| Baranowski 17’ Hubner 35’ Cardoso 74’ Landgraf 89’ | Marcatori |  |

| Arbitro: | Fleske |

|             |           |               |
| Freiler 28’ | Marcatori | 22’ Jurgeleit |

| Arbitro: | Mölm |

|                                     |           |            |
| Hubner 3’ Korell 21’ Baranowski 56’ | Marcatori | 75’ Fincke |

### Coppa di Germania
| Arbitro: | Schäfer |

|             |           |                                                             |
| Tillner 69’ | Marcatori | 30’ Baranowski 32’, 73’ Cardoso 48’, 61’ Gries 53’ Landgraf |

| Arbitro: | Gläser |

|                  |           |                                                 |
| Mazinho 27’, 78’ | Marcatori | 64’ Cardoso 77’ Baranowski 95’ Kimmel 99’ Gries |

| Arbitro: | Dellwing |

|                           |                      |                         |
| Homp Cardoso Ziemer Gries | Tiri di rigore 1 – 3 | Lelle Vogel Kranz Kuntz |

## Statistiche

### Statistiche di squadra
| Competizione      | Punti | In casa | In casa | In casa | In casa | In casa | In casa | In trasferta | In trasferta | In trasferta | In trasferta | In trasferta | In trasferta | Totale | Totale | Totale | Totale | Totale | Totale | DR  |
| Competizione      | Punti | G       | V       | N       | P       | Gf      | Gs      | G            | V            | N            | P            | Gf           | Gs           | G      | V      | N      | P      | Gf     | Gs     | DR  |
| ----------------- | ----- | ------- | ------- | ------- | ------- | ------- | ------- | ------------ | ------------ | ------------ | ------------ | ------------ | ------------ | ------ | ------ | ------ | ------ | ------ | ------ | --- |
| 2. Bundesliga     | 24    | 11      | 5       | 4       | 2       | 18      | 10      | 11           | 2            | 6            | 3            | 9            | 12           | 22     | 7      | 10     | 5      | 27     | 22     | +5  |
| 2. Bundesliga     | -     | 5       | 2       | 1       | 2       | 9       | 6       | 5            | 1            | 1            | 3            | 5            | 8            | 10     | 3      | 2      | 5      | 14     | 14     | 0   |
| Coppa di Germania | -     | 1       | 0       | 1       | 0       | 0       | 0       | 2            | 2            | 0            | 0            | 10           | 3            | 3      | 2      | 1      | 0      | 10     | 3      | +7  |
| Totale            | 24    | 17      | 7       | 6       | 4       | 27      | 16      | 18           | 5            | 7            | 6            | 24           | 23           | 35     | 12     | 13     | 10     | 51     | 39     | +12 |

### Andamento in campionato
| Giornata  | 1 | 2 | 3 | 4 | 5 | 6 | 7 | 8 | 9 | 10 | 11 | 12 | 13 | 14 | 15 | 16 | 17 | 18 | 19 | 20 | 21 | 22 |
| --------- | - | - | - | - | - | - | - | - | - | -- | -- | -- | -- | -- | -- | -- | -- | -- | -- | -- | -- | -- |
| Luogo     | T | C | T | C | T | C | T | C | T | C  | T  | C  | T  | C  | T  | C  | T  | C  | T  | C  | T  | C  |
| Risultato | V | V | N | V | N | V | N | N | P | P  | V  | P  | N  | V  | N  | V  | P  | N  | P  | N  | N  | N  |
| Posizione | 6 | 6 | 6 | 6 | 6 | 6 | 6 | 6 | 6 | 6  |    |    |    |    |    |    |    |    |    |    |    |    |

Legenda:

Luogo: C = Casa; T = Trasferta. Risultato: V = Vittoria; N = Pareggio; P = Sconfitta.

### Statistiche dei giocatori
| Giocatore     | 2. Bundesliga | 2. Bundesliga | 2. Bundesliga | 2. Bundesliga | Coppa di Germania | Coppa di Germania | Coppa di Germania | Coppa di Germania | Totale   | Totale | Totale      | Totale     |
| Giocatore     | Presenze      | Reti          | Ammonizioni   | Espulsioni    | Presenze          | Reti              | Ammonizioni       | Espulsioni        | Presenze | Reti   | Ammonizioni | Espulsioni |
| ------------- | ------------- | ------------- | ------------- | ------------- | ----------------- | ----------------- | ----------------- | ----------------- | -------- | ------ | ----------- | ---------- |
| M. Baranowski | 21            | 3             | 1             | 0             | 3                 | 2                 | 0                 | 0                 | 24       | 5      | 1           | 0          |
| D. Bastian    | 8             | 1             | 1             | 0             | 1                 | 0                 | 0                 | 0                 | 9        | 1      | 1           | 0          |
| R. Cardoso    | 17            | 2             | 3             | 0             | 3                 | 3                 | 0                 | 0                 | 20       | 5      | 3           | 0          |
| M. D'Ippolito | 0             | 0             | 0             | 0             | 0                 | 0                 | 0                 | 0                 | 0        | 0      | 0           | 0          |
| R. Druck      | 0             | 0             | 0             | 0             | 0                 | 0                 | 0                 | 0                 | 0        | 0      | 0           | 0          |
| B. Dudek      | 7             | 0             | 2             | 1             | 2                 | 0                 | 0                 | 0                 | 9        | 0      | 2           | 1          |
| D. Finke      | 10            | 1             | 1             | 0             | 2                 | 0                 | 0                 | 0                 | 12       | 1      | 1           | 0          |
| B. Gries      | 21            | 5             | 1             | 0             | 3                 | 3                 | 1                 | 0                 | 24       | 8      | 2           | 0          |
| H. Gundelach  | 18            | 0             | 0             | 1             | 3                 | 0                 | 0                 | 0                 | 21       | 0      | 0           | 1          |
| T. Homp       | 22            | 0             | 0             | 0             | 2                 | 0                 | 1                 | 0                 | 24       | 0      | 1           | 0          |
| M. Hubner     | 9             | 2             | 0             | 0             | 0                 | 0                 | 0                 | 0                 | 9        | 2      | 0           | 0          |
| W. Jakobs     | 3             | 0             | 0             | 0             | 1                 | 0                 | 0                 | 0                 | 4        | 0      | 0           | 0          |
| D. Jurgeleit  | 22            | 9             | 0             | 0             | 3                 | 0                 | 0                 | 0                 | 25       | 9      | 0           | 0          |
| U. Kasper     | 5             | 0             | 2             | 0             | 1                 | 0                 | 0                 | 0                 | 6        | 0      | 2           | 0          |
| M. Kimmel     | 20            | 1             | 6             | 0             | 3                 | 1                 | 0                 | 0                 | 23       | 2      | 6           | 0          |
| S. Korell     | 18            | 0             | 5             | 0             | 3                 | 0                 | 0                 | 0                 | 21       | 0      | 5           | 0          |
| T. Lahm       | 0             | 0             | 0             | 0             | 0                 | 0                 | 0                 | 0                 | 0        | 0      | 0           | 0          |
| W. Landgraf   | 17            | 1             | 3             | 1             | 3                 | 1                 | 0                 | 0                 | 20       | 2      | 3           | 1          |
| P. Laub       | 5             | 0             | 0             | 0             | 0                 | 0                 | 0                 | 0                 | 5        | 0      | 0           | 0          |
| N. Marmon     | 22            | 1             | 8             | 0             | 3                 | 0                 | 0                 | 0                 | 25       | 1      | 8           | 0          |
| A. Ramadani   | 1             | 0             | 0             | 0             | 0                 | 0                 | 0                 | 0                 | 1        | 0      | 0           | 0          |
| P. Schmidt    | 17            | 0             | 3             | 0             | 2                 | 0                 | 0                 | 0                 | 19       | 0      | 3           | 0          |
| F. Sänger     | 4             | 0             | 0             | 0             | 0                 | 0                 | 0                 | 0                 | 4        | 0      | 0           | 0          |
| M. Wosnitza   | 0             | 0             | 0             | 0             | 0                 | 0                 | 0                 | 0                 | 0        | 0      | 0           | 0          |
| T. Ziemer     | 7             | 1             | 1             | 0             | 1                 | 0                 | 0                 | 0                 | 8        | 1      | 1           | 0          |